# ريتشارد ديدييه
ريتشارد ديدييه (بالفرنسية: Richard Didier)‏ هو مسؤول فرنسي، ولد في 23 فبراير 1961 في شاتو في فرنسا.